# Ҁ
Koppa (Ҁ ҁ; cursiva: Ҁ ҁ) es un carácter numeral arcaico como letra del guion cirílico. Su forma (y nombre moderno) se derivan de la letra griega Qoppa (Ϙ ϙ).
Koppa fue utilizado como un carácter numérico en los manuscritos cirílicos más antiguos, representando el valor 90 (exactamente como lo hizo su antepasado griego). Fue reemplazado relativamente temprano por la letra cirílica Che, que es similar en apariencia y originalmente no tenía ningún valor numérico. En las zonas eslavas orientales y meridionales ya en el siglo XI, Koppa continuó en uso regular en el siglo XIV. En algunas variedades de cirílico occidental, sin embargo, Koppa se retuvo, y se utilizó con el valor 60, reemplazando la letra cirílica Ksi (Ѯ ѯ).
En cirílico, Koppa nunca tuvo un valor fonético y nunca fue utilizado como una letra por ningún idioma nacional usando cirílico. Sin embargo, algunos libros de texto modernos y diccionarios de la antigua iglesia de la lengua eslava insertan este carácter entre otras letras del alfabeto cirílico temprano, ya sea entre П y Р (para imitar el orden alfabético griego) o al final de la lista.

## Computing codes
| Carácter      | Ҁ                              | Ҁ                              | ҁ                              | ҁ                              |
| ------------- | ------------------------------ | ------------------------------ | ------------------------------ | ------------------------------ |
| Unicode       | LETRA KOPPA MAYÚSCULA CIRÍLICA | LETRA KOPPA MAYÚSCULA CIRÍLICA | LETRA KOPPA MINÚSCULA CIRÍLICA | LETRA KOPPA MINÚSCULA CIRÍLICA |
| Codificación  | decimal                        | hex                            | decimal                        | hex                            |
| Unicode       | 1152                           | U+0480                         | 1153                           | U+0481                         |
| UTF-8         | 210 128                        | D2 80                          | 210 129                        | D2 81                          |
| Ref. numérica | &#1152;                        | &#x480;                        | &#1153;                        | &#x481;                        |